# Ernst Zerner
Ernst Zerner (* 24. Juni 1884 in Eibenschütz bei Brünn; † 25. Dezember 1966 in  New York City) war ein österreichischer Chemiker. Er war außerordentlicher Professor für organische und anorganische Chemie an der Universität Wien.

## Leben
Zerner studierte an der Universität Wien, an der er 1906 promoviert wurde. 1906/07 war er Aushilfsassistent und 1909 bis 1911 Assistent in Prag. 1910 war er ein Jahr bei Albin Haller in Paris. Dort wurde seine Tochter Gertrud (später: Gertrud Maengwyn-Daves) geboren. Er war ein Schüler und enger Mitarbeiter von Guido Goldschmiedt in Prag und Wien. 1914 wurde er Privatdozent für organische und anorganische Chemie in Wien. Im Ersten Weltkrieg leistete er Wehrdienst und war nach einer Verwundung im Kriegsministerium. Er unterrichtete an der Bundeslehranstalt für die chemische Industrie in Wien. Neben seiner Professur (ordentlicher Professor ab 1921) war er technischer Leiter der österreichischen Mineralwasser A.G.
Nach dem Anschluss Österreichs 1938 wurde er, da er Jude war, von der Universität entlassen. Er ging danach nach London und 1940 in die USA. In England war er in der Industrieforschung in den USA leitete er verschiedene Forschungslaboratorien in der Industrie. Ab 1950 war er in New York auch als Berater tätig.

## Publikationen
- Mit Helene Goldhammer (1929): Über den Diphenyloxyacetylaldehyd. In: Monatshefte für Chemie, Hauptteil Teil 3, 1929, S. 485–492. Über den Diphenyloxyacetylaldehyd